# Фонтанафредда
Фонтанафредда (італ. Fontanafredda, вен. Fontanafreda) — муніципалітет в Італії, у регіоні Фріулі-Венеція-Джулія,  провінція Порденоне.
Фонтанафредда розташована на відстані близько 460 км на північ від Рима, 105 км на захід від Трієста, 10 км на захід від Порденоне.
Населення — 12 120 осіб (2014).
Щорічний фестиваль відбувається 23 квітня. Покровитель — святий Юрій.

## Демографія
Населення за роками:

Станом на 1 січня 2023 року в муніципалітеті офіційно проживали 1082 іноземці з 63 країн, серед них 446 громадян країн Євросоюзу та 68 громадян України.

## Сусідні муніципалітети
- Авіано
- Бруньєра
- Будоя
- Канева
- Польченіго
- Порчія
- Ровередо-ін-П'яно
- Сачиле